# Eurytela angustata
Eurytela angustata är en fjärilsart som beskrevs av Aurivillius 1899. Eurytela angustata ingår i släktet Eurytela och familjen praktfjärilar. Inga underarter finns listade i Catalogue of Life.